# Alsdorf (Nadrenia Północna-Westfalia)
Alsdorf – miasto w Niemczech, w kraju związkowym Nadrenia Północna-Westfalia, w rejencji Kolonia. Wchodzi w skład związku komunalnego region miejski Akwizgran. Liczy 45 522 mieszkańców (2010).

## Współpraca
Miejscowości partnerskie:
- Brunssum, Holandia
- Hennigsdorf, Brandenburgia
- Saint-Brieuc, Francja